# Twelve-step Suite
The Twelve-step Suite (také známý jako Twelve-step Saga nebo Alcoholics Anonymous Suite), je sbírka pěti písní americké progresivní metalové kapely Dream Theater. Všech pět skladeb bylo vydáno na pěti různých studiových alb od Six Degrees of Inner Turbulence(2002) až po Black Clouds & Silver Linings (2010). Někdy se k nim počítá i píseň Mirror z alba Awake (1994) která pojednává o stejném tématu a části textu jsou použity i v této sbírce.
Texty všech písní napsal bubeník Mike Portnoy a zabývají se jeho zkušeností s alkoholisem a následném léčení. Každá píseň rozebírá určité části z dvanácti kroků. Tento proces vymyslel doktor Bill W. Písně jsou úmyslně lyricky i hudebně propojené.

## Pozadí
Na konci turné Dream Theater na podporu Metropolis Pt. 2: Scenes from a Memory, bývalý bubeník Mike Portnoy uznal, že jeho alkoholismus a narkomanie se vymkli kontrole:
„Za tolik let … Nikdy bych neřek, že pití a flámování budou bránit v cestě mého hraní nebo mé práci s kapelou … Za patnáct let jsem pil každý den. Ale to bylo vždy trochu zodpovědné a bylo to vždy na konci noci … Jak šel čas, tak jsem si začal dávat pár skleniček před přídavkem – a pak Jose Baraquio (jeho tehdejší technik bicí) mi začal dávat alkohol při klávesovém sólu uprostřed show … Ke konci jsem pil už v průběhu dne, zatímco hrála předkapela a já jsem se dostal na pódium už napůl opilý.“
Portnoy si prošel obdobími užívání jiných drog, včetně marihuany, léky na předpis, a kokainu. „Pil jako duha,“ uvedl James LaBrie jeho pití se stalo zdrojem napětí uvnitř kapely. Portnoy vypil svůj poslední alkoholický nápoj dne 20. dubna 2000 (na jeho třicátýtřetí narozeniny) po závěrečné show Scenes from a Memory tour . Vyhledal program Anonymních alkoholiků (o kterém říká, že mu „zachránil život“).
Jeho boj s alkoholem bylo tématem písně „The Mirror“ (1994) z alba Awake. Poté, co přestal pít, Portnoy se rozhodli napsat sérii písní popisujících dvanácti kroků programu.
Portnoy popsal proces psaní skladeb jako „velmi terapeutické“. Po dokončení celé ságy v roce 2009, si uvědomil, že si „vykopal vlastní hrob“. „Byl to hezký nápad před sedmi lety. … Po chvíli se z toho stala povinnost, jako domácí úkol.“ Řekl, že neví, jestli by to znovu udělal, kdyby věděl, jak náročný to bude: „Myslím, že bych napsal jen jednu píseň, která zahrnovala všech dvanáct kroků.“
Před odchodem z Dream Theater v roce 2010, Portnoy měl v plánu hrát dvanáct kroků v celém rozsahu v návaznosti na Black Clouds & Silver Linings tour. Řekl ale, že by mu to „zlomilo srdce“, jestli by Dream Theater zahrál tento set bez něj.

## Seznam skladeb
| Pořadí         | Název                                                                        | Original album                  | Délka                      |
| -------------- | ---------------------------------------------------------------------------- | ------------------------------- | -------------------------- |
| 1.             | The Glass Prison" - I. “Reflection” - II. “Restoration” - III. "Revelation   | Six Degrees of Inner Turbulence | 13:52 - 5:54 - 3:44 - 4:14 |
| 2.             | This Dying Soul" - IV. “Reflections of Reality (Revisited)” - V. "Release    | Train of Thought                | 11:17 - 6:30 - 4:47        |
| 3.             | The Root of All Evil" - VI. “Ready” - VII. "Remove                           | Octavarium                      | 8:26 - 3:40 - 4:46         |
| 4.             | Repentance" - VIII. “Regret” - IX. "Restitution                              | Systematic Chaos                | 10:43 - 5:43 - 5:00        |
| 5.             | The Shattered Fortress" - X. “Restraint” - XI. “Receive” - XII. "Responsible | Black Clouds & Silver Linings   | 12:49 - 5:21 - 3:56 - 3:30 |
| Celková délka: | Celková délka:                                                               | Celková délka:                  | 57:16                      |